# Скворцов, Владислав Иринархович
Владислав Иринархович Скворцов (12 (по новому стилю — 24) сентября 1879 года, Казань — 1959, Москва) — советский фармаколог. Доктор медицины (1910), профессор, с 1913 по 1923 г. возглавлял кафедру фармакологии Саратовского университета, а с 1924 г. завкафедрой фармакологии 2-го МГУ, 2-го ММИ. Академик Академии медицинских наук СССР (1944). Заслуженный деятель науки РСФСР (1940).

## Биография
Родился в семье известного профессора-гигиениста Казанского университета И. П. Скворцова.
Окончил Военно-медицинскую академию в Петербурге (1902), получив звание лекаря с отличием. Доктор медицины (1910). Ученик профессора В. С. Гулевича. В 1913 году приглашен на заведование кафедры фармакологии Саратовского университета, избран его профессором, одновременно в 1919 году декан медицинского факультета. В 1924 году приглашен в Москву на должность заведующего кафедрой фармакологии 2-го МГУ — затем 2-го ММИ — где проработал 35 лет. Также работал в Центральном институте усовершенствования врачей и Всесоюзном научно-исследовательском химико-фармацевтическом институте.
Состоял членом Ученого совета М3 СССР.
Внёс большой вклад в изучение фармакодинамики лекарственных средств, в том числе вегетотропных, детоксинов, сульфаниламидов, снотворных средств. Изучал изменения обмена веществ в зависимости от типа нервной системы человека. Автор более ста научных работ, монографии «Ацидоз и алкалоз» (1928), выдержавшего восемь переизданий «Курса фармакологии» (1922), по которому учились многие поколения студентов. Под его началом выполнены и защищены 14 докторских и 36 кандидатских диссертаций.
Похоронен на Донском кладбище Москвы.
Награждён орденами Ленина, Трудового Красного Знамени и медалями, орденом Св. Анны 3-й степени.